# Kritisches Wörterbuch des Marxismus
Das Kritische Wörterbuch des Marxismus (französisch: Dictionnaire Critique du Marxisme) (KWM / DCM) ist ein begriffsgeschichtliches Wörterbuch. Es behandelt in der – acht-bändigen – deutschen Ausgabe sowie in der – ein-bändigen – zweiten französischen Auflage 470 Begriffe, die für den Marxismus von großer Bedeutung sind. Die deutsche Ausgabe ist in den Jahren 1983–89 im Argument-Verlag in acht Bänden erschienen. 
Das französische Original wurde von Georges Labica und Gérard Bensussan, die deutsche Übersetzung zusätzlich von Wolfgang Fritz Haug herausgegeben. An der französischen Fassung des Wörterbuchs waren über 60, an der deutschen Übersetzung fast 40 Autoren beteiligt.
Sein Titel spielt an auf das Historisch-kritische Wörterbuch von Pierre Bayle. Dem Verständnis seiner Herausgeber nach ist es „nicht nur ein Werk über den Marxismus, sondern auch ein marxistisches Werk“. Es will den Marxismus nicht als „einheitliches, geschlossenes System von Lehren“, sondern mit seinen „Inkohärenzen und Widerstreit“ darstellen.
Das KWM entstand in Frankreich unter Mitwirkung von Philosophen, Historikern, Ökonomen und anderen Wissenschaftlern. Im Jahre 1982 erschien die erste Auflage in Frankreich, 1983 wurde der erste Band in deutscher Übersetzung vorgelegt. Die weiteren Bände auf Deutsch folgten der seit 1984 erscheinenden zweiten französischen Ausgabe, die gegenüber der ersten um ca. 70 Stichwörter (auf 470) vergrößert wurde.
Ausgangspunkt der Stichwörter waren die Klassikertexte von Karl Marx, Friedrich Engels und Lenin. Auch das Werk von Antonio Gramsci wurde in größerem Umfang zugrunde gelegt. Dabei wurde versucht, die divergierende Verwendung einzelner Begriffe herauszuarbeiten. Bei einzelnen Begriffen wurde die Entwicklungsgeschichte bis zur Gegenwart nachgezeichnet – mit einem starken Schwerpunkt auf die Entwicklung in den westeuropäischen Ländern.
Der jüngste Diskussionsstand wurde vornehmlich anhand der französischen Literatur abgehandelt. Wolfgang Fritz Haug plante zunächst, den französischen Schwerpunkt des Werkes durch deutsche Aspekte in Form von Supplementbänden zu ergänzen.
Der Umfang der Arbeiten sprengte jedoch den ursprünglich geplanten Rahmen, was Haug schließlich zur Herausgabe des stärker international angelegten Historisch-Kritischen Wörterbuch des Marxismus veranlasste, das seit 1994 erscheint.

## Erscheinungsjahre der Bände
- Band 1: Abhängigkeit – Bund (1983)
- Band 2: Cäsarismus bis Funktionär (1984)
- Band 3: Gattung bis Judenfrage (1985)
- Band 4: Kadetten – Lyssenkismus (1986)
- Band 5: Machismus bis Owenismus (1986)
- Band 6: Pariser Kommune bis Romantik (1987)
- Band 7: Säuberung bis Trotzkismus (1988)
- Band 8: Überbau bis Zusammenbruchstheorie; Nachträge und Register (1989)